# Argyrodes scintillulanus
Argyrodes scintillulanus là một loài nhện trong họ Theridiidae.
Loài này thuộc chi Argyrodes. Argyrodes scintillulanus được Octavius Pickard-Cambridge miêu tả năm 1880.